# 初陣 (アシガルユースの曲)
『初陣』（ういじん）は、アシガルユースの1枚目の自主制作シングル。2007年7月にリリース。 ￥500※廃盤

## 解説
アシガルユースの初のCD音源。
UNOカードのようなジャケットデザインでスペシャルサンクスには「UNO好きな人全員」と記されている。

## 収録曲
1. ジョエルの声も
  - 作詞・作曲:アシガルユース
2. B・M・H
  - 作詞・作曲:アシガルユース